# Izlake
Izlake is een plaats in Slovenië en maakt deel uit van de gemeente Zagorje ob Savi in de NUTS-3-regio Zasavska regija. De plaats telde 1.152 inwoners op 1 januari 2020.